# Московський військовий округ

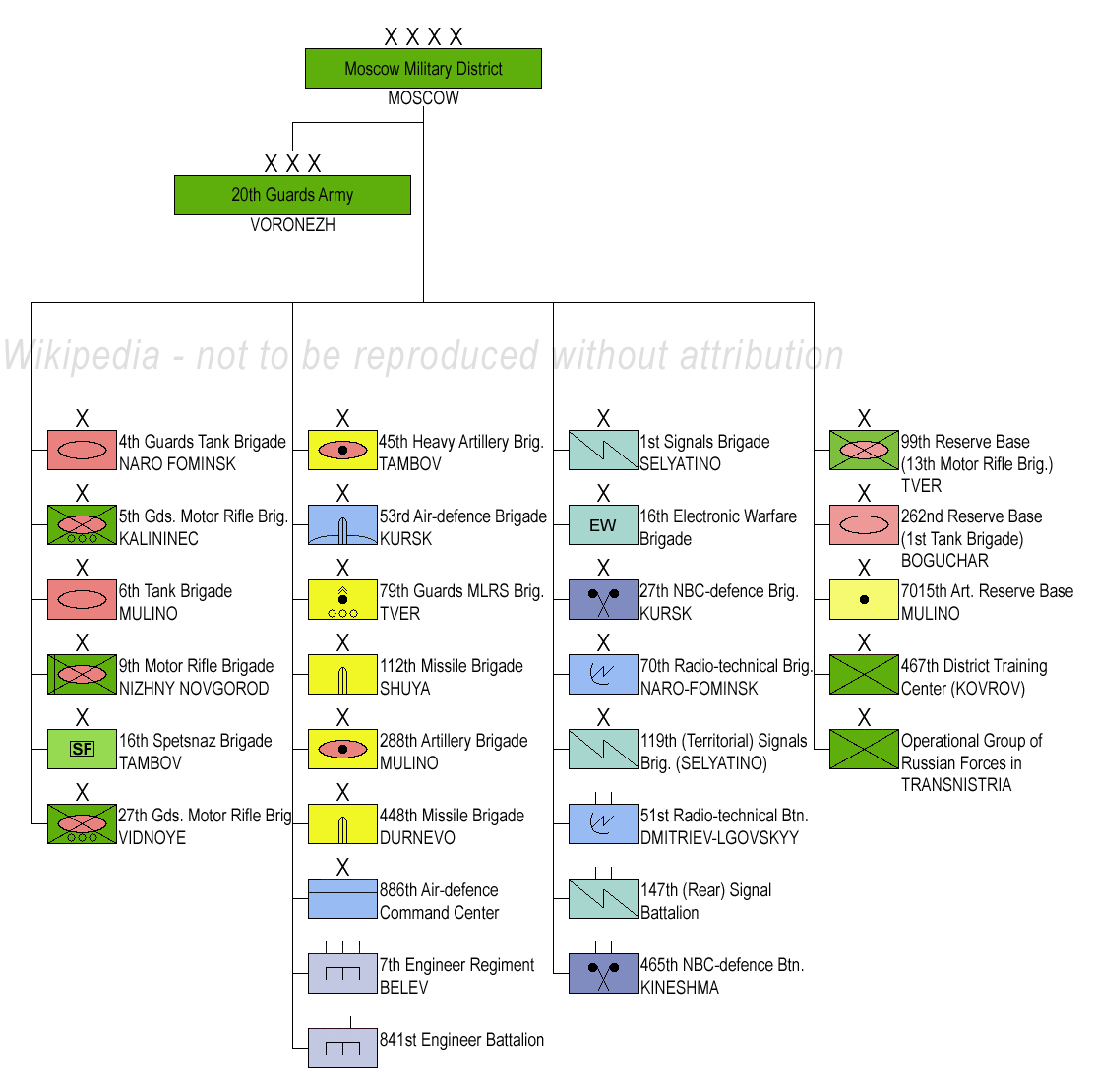
Організаційно-штатна структура Московського військового округу

Моско́вський військо́вий о́круг — один з 5 військових округів в Росії. Був заново створений у лютому 2024. Командування розташовується у місті Москва.
Округ існував до 2010 року, коли був розформований, це був один з тогочасних 6 військових округів російських Сухопутних військ. 
У  2010 під час військової реформи Московський і Ленінградський військові округи були об'єднані в один Західний військовий округ. Останній командувач Московського військового округу перед його ліквідацією  — генерал-полковник Герасимов В. В.
Чисельність військ — 75 тис. осіб.

## Історія військового округу

### Німецько-радянська війна
Під час німецько-радянської війни війська Московського військового округу займалися підготовкою оборонних рубежів на захід від Москви. Із частин округу було сформовано Фронт Можайської лінії оборони на чолі з командувачем округу генерал-лейтенантом П. А. Артем'євим. Восени 1941 року із військ округу було сформовано війська Московської зони оборони.
У травні 1943 року у МВО вперше було сформовано штурмові інженерно-саперні бригади. Навесні 1943 року у Московському військовому окрузі було створено 1-шу польську дивізію імені Тадеуша Костюшка.
Командування округу під час війни 
Командувачі :
генерал армії Тюленєв Іван Володимирович (до 24 червня 1941);
генерал-майор, із 1942 – генерал-лейтенант Артем'єв Павло Артемійович (з 24 червня 1941 і до кінця війни).
Начальник штабу округу :  генерал-майор Кудряшов Олексій Іванович (з червня 1941 року).
Члени Військової ради округу : корпусний комісар Телегін Костянтин Федорович (червень 1941–жовтень 1942); другий секретар Московського міського комітету ВКП(б) Попов Георгій Михайлович (з жовтня 1941 року і до кінця війни).

## Склад округу до розформування у 2010

### Територія
До території Московського військового округу входили: Московська область, Воронізька область, Білгородська область, Курська область, Брянська область, Смоленська область, Орловська область, Липецька область, Тульська область, Калузька область, Рязанська область, Тамбовська область, Тверська область, Володимирська область, Івановська область, Ярославська область, Костромська область, Нижньогородська область.

### Сухопутні війська
- 2-га гвардійська мотострілецька дивізія (Алабіно)
- 34-та артилерійська дивізія (Муліно/Гороховець)
- 27-ма гвардійська Севастопольська мотострілецька бригада
- 112-та ракетна бригада (Шуя)
- 16-та окрема бригада спеціального призначення (Чучкове), на півдні Москви
- 20-а гвардійська армія (Воронеж) колишня радянська 4-та танкова армія
  - 4-та гвардійська Кантемирівська танкова дивізія (Наро-Фомінськ)
  - 10-та Урало-Львівська танкова дивізія (Богучар)
  - 397-й мотострілецький полк (Скопін)
  - 448-ма ракетна бригада (Курськ)
- 22-га гвардійська армія (Нижній Новгород) — колишні танкові і механізовані підрозділи радянських військ зі Східної Німеччини, Чехії і Польщі
  - 3-тя Віслинська мотострілецька дивізія (Нижній Новгород)
  - 50-та ракетна бригада (Шуя)
  - 211-та артилерійська бригада (Муліно)
  - 918-й зенітний полк (Муліно)
  - зарезервована колишня 116-та мотострілецька бригада (Твер)

### Армійська авіація
- 45-й окремий вертолітний полк (Орешкове, Воротин) Мі-24
- 440-й окремий вертолітний полк — Вязьма — Мі-24, Мі-8
- 490-й окремий вертолітний полк — Клоково (біля міста Тула) — Мі-24, Мі-8;
- 865-та резервна вертолітна база (полк) (Протасове/Александрове, біля міста Рязань);

### Військово-повітряні сили
16-та повітряна армія (Кубинка):

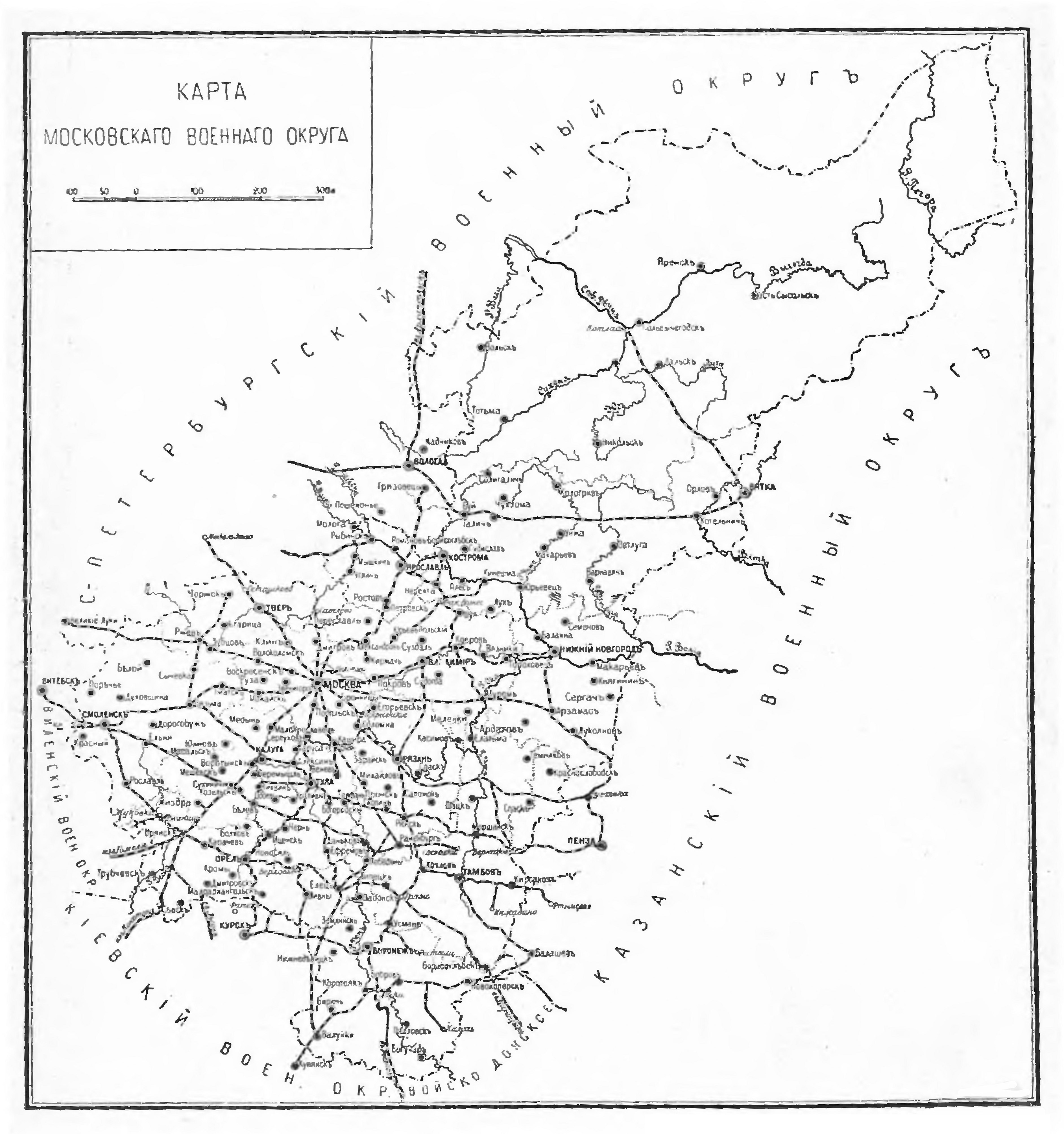
Московський військовий округ

- 105-та змішана авіаційна дивізія (Вороніж)
  - 455-й бомбардувальний авіаційний полк — аеродром Балтимор, Вороніж — Су-34;
  - 899-й полк штурмової авіації — Бутурлинівка авіабаза — Су-34
- 14-й полк винищувальної авіації — МіГ-29 — Курськ;
- 28-й полк винищувальної авіації — МіГ-29 — Андреаполь авіабаза;
- 47-й Борисівський розвідувальний авіаційний полк — МіГ-25 і Су-24МР Шаталове;
- 237-й гвардійський полк, Центр показа авіаційної техніки імені Кожедуба — Кубинка — МіГ-29, Су-27, Су-27М, Л-39С;
- 226-й окремий змішаний авіаційний полк (Мі-8, Мі-9, Ан-12, Ан-24, Ан-26, Ан-30) (Кубинка);

### Протиповітряні війська
1-й корпус ППО (ракети «земля-повітря») (Підмосков'я)
- 9-та дивізія ППО (Литкіно, Поварово, Електросталь) С-400
- ще одна дивізія ППО
- всього 4 полки ракет «земля-повітря»

32-й корпус ППО (Ржев)
- 611-й полк винищувальної авіації — Су-27 аеродромДорохово
- 790-й полк винищувальної авіації — МіГ-31, МіГ-25У — аеродром Хотилове

### Військово-повітряні бази
- Алабіно
- Андреаполь
- Дорохово
- Борисоглєбськ
- Бутурлинівка
- Володимир — Сокол
- Володимир — Добрянське
- Балтімор
- Орешково
- Вязьма
- Єфремов
- Єрмоліно
- Жердівка
- Жуковський
- Іваново-Північний
- Іваново — Южний
- Калуга
- Клин
- Кострома
- Кубінка
- Кубінка — Старий Городок
- Халіно (Курськ)
- Липецьк
- Маліно
- Мічуринськ
- Моршанськ
- Москва-Внуково
- Москва — Жуковський
- Нижній Новгород
- Новая
- Остафьєво
- Подольськ
- Правдинськ
- Протасово
- Дягілєво
- Ряжськ
- Ржев-3
- Саваслєйка
- Сєрдобськ
- Сєща
- Смоленськ-Північний
- Ступіно
- Тамбов
- Мігалово
- Торжок
- Тула — Клоково
- Хотилове
- Чорноє
- Чкаловський
- Шаталово
- Шайківка
- Шерєметьєво

### Інші війська
2 повітряно-десантні дивізії розміщені, але не підпорядковуються командуванню округу.
- 98-а гвардійська Свирська повітряно-десантна дивізія (Іваново)
- 106 гвардійська повітряно-десантна дивізія (Тула)